# Strongylognathus karawajewi
Strongylognathus karawajewi är en myrart som beskrevs av Bohdan Pisarski 1966. Strongylognathus karawajewi ingår i släktet Strongylognathus och familjen myror. Inga underarter finns listade i Catalogue of Life.